# Agulha de crochê

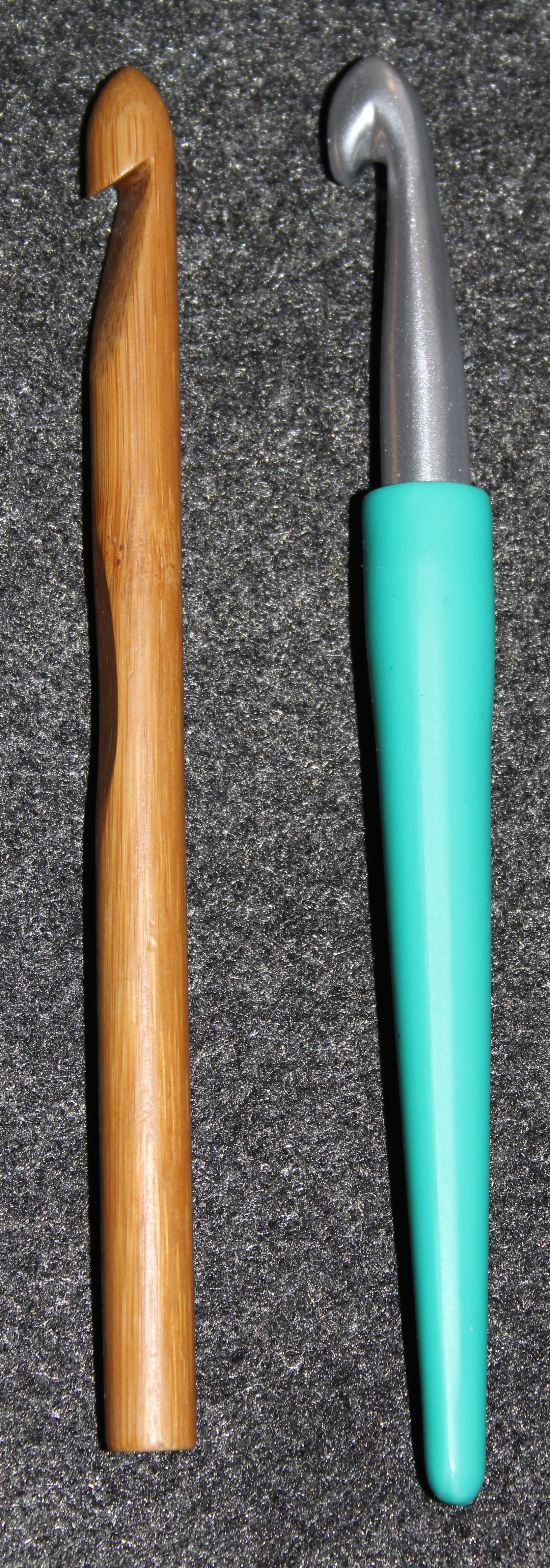
Agulhas de crochê

Agulha de crochê é uma ferramenta usada para fazer laçadas em linha ou fio e criar pontos de crochê. É basicamente um eixo cilíndrico com uma extremidade pontiaguda e um gancho. A ponta facilita a inserção da agulha no material que está sendo crochetado e o gancho permite que a laçada seja puxada através do material. O eixo tem um diâmetro que define o tamanho da agulha e pode ter um cabo para manuseio.

## Construção
O crochê apareceu como arte têxtil durante o começo do século XIX, e muitas agulhas sobrevivem desde esse período. Dividiam-se em dois tipos, um com ganchos de aço encaixados em cabos de outro material, e outro que incluía agulhas de peça única feitas de materiais variados. Estes dois tipos de agulhas de crochê persistem até aos dias de hoje, apesar de agora serem fabricadas numa única peça. Podem aplicar-se vários revestimentos ao cabo por razões ergonômicas. Cabos ornamentados, no entanto, têm apenas valor decorativo.
Agulhas de crochê são normalmente produzidas em diâmetros que variam de 0,35 mm a 25 mm. Esses diâmetros são indicados tanto diretamente em milímetros como em outros sistemas numéricos. Agulhas abaixo de 2,0 mm são feitas de aço (por sua resistência) e são denominadas agulhas de aço, de linha ou de fio. Agulhas de 2,0 mm ou mais largas são chamadas agulhas de lã ou agulhas regulares. Alumínio é o material preponderante para agulhas de 2,00 mm a 6,00 mm (por ser mais leve). Para além destes, bambu, madeira, e plástico são os materiais mais comuns (por serem ainda mais leves). O limite de tamanho indicado entre os tipos é, contudo, aproximado. Com exceção das agulhas mais finas, que são invariavelmente feitas de aço, outros materiais podem sem encontrados fora dos tipos indicados. 
Materiais historicamente usados para ganchos e agulhas de crochê de peça única incluiam osso, pelo de porco espinho,celuloide, ágata, mármore, e marfim de mamute fossilizado.
Agulhas mais longas são usadas no crochê tunisiano para acomodar as carreiras longas e as laçadas abertas que caracterizam o estilo. Uma agulha com ganchos em ambas as extremidades é usada para crochê tunisiano e outros tipos de crochê que não utilizam a agulha padrão, como o crochê de dupla face.

## Tamanhos de ganchos
Por favor, consulte a Lista de Tamanhos Padrão de agulhas de crochê e tricô dos Estados Unidos para ver a tabela de comparação entre tamanhos de agulhas de crochê.

## Tipos
- A agulha Knook é um tipo de agulha de crochê cuja extremidade é um gancho e a outra extremidade tem um orifício para prender um cordão.[2] O cordão permite colocar vários pontos meia e pontos tricô no gancho, que são então deslizados para o cordão ao passar para a próxima carreira.

## Uso
As maneiras tradicionais de segurar uma agulha de crochê são:
- a pega do lápis, com o gancho passando entre o polegar e o indicador, como se pega um lápis,
- a empunhadura da faca, com o gancho sob a palma da mão, assemelhando-se a uma faca segurada em pronação.

Essas pegas têm funcionalidade equivalente e são escolhidas por uma questão de preferência pessoal, com formas híbridas comumente usadas.

## Outros usos
Agulhas de crochê podem ser usadas em muitos casos em que é necessário puxar um cordão através de um orifício. Por exemplo, muitos tricoteiros usam as agulhas para consertar pontos perdidos, e costureiras podem usá-las para passar cordões e elásticos no cós das roupas. Seu uso não é limitado a artes têxteis; agulhas de crochê podem ser usadas para manter penteados dreadlocks puxando fios soltos para o dread principal